# Экманис, Рольф
Рольф Экманис (латыш. Rolfs Ekmanis; англ. Rolfs Ekmanis), также известен под псевдонимом Марис Рауда, латыш. Māris Rauda; 10 февраля 1929, Рига, Латвия — 12 января 2017, США) — латышский литератор и писатель, американский и латвийский ученый, филолог, журналист и общественный деятель. Доктор филологических наук. Иностранный академик Академии наук Латвии. Офицер Ордена Трёх звёзд.

## Биография
Родился в семье чиновника. Родители были родом из Каунаса, мать литовка. Окончил Рижскую 4-ю начальную школу, в то время руководителем школы был офицер времён борьбы за освобождение Латвии Петерис Брейкш. Интерес к языку и литературе в детстве привила мать Франциска.
В 1945 году вместе с семьёй эмигрировал в Германию. Учился в гимназии Аускла в Аугсбурге.
В 1950 году переехал в США. С 1951 по 1953 год — переводчик армии США во время Корейской войны. Учился в Висконсинском университете, докторскую диссертацию защитил в Индианском университете. Затем преподавал в различных университетах США.
В связи с работой на радио «Свободная Европа» считался в Латвийской ССР персоной нон грата. В 1990 году впервые после эмиграции посетил Латвию.
Член Союза писателей Латвии с 2002 года.

## Литературная деятельность
Свою первую публикацию на латышском языке «Jaunā inteliģence nepadodas» издал в 1958 году в журнале «Jaunā Gaita». С этого года начинается плодотворная работа с журналом. Публикует анализ литературы советского периода и балтийских стран. Печатаются рассказы, отчеты и книги на латышском, английском и немецком. С 1975 по 1990 год — редактор журнала Союза свободных латышей «Латвия Сегодня» («Latvija Šodien»). С 1999 года и до конца жизни главный редактор «Jaunā Gaita».
С 1960 по 1963 год — руководитель отдела рецензий книг издания The Baltic Review. Публиковался в таких изданиях, как «Akadēmiskā Dzīve», «Latvija Šodien», «Acta Baltica», «Books Abroad», «Journal of Baltic Studies» и др.
С 1980 по 1991 год работал под псевдонимом Марис Рауда (латыш. Māris Rauda).
Являлся активным пропагандистом латышской литературы. Читал лекции и рефераты по латышской литературе в США, Швеции, Германии и Швейцарии. Был одним из основателей в Аризоне группы вечерних чтений и дискуссий латышских книг.
Опубликовал более 300 статей и рецензий. Авто нескольких книг и монографий, таких как:
- Sowjetische Schriftsteller in der Sowjetunion und ihre literarische Tätigkeit seit 1940
- Latvian Literature under the Soviets 1940—1975
- Die Literatur in Lettland in den 60en und 70en Jahren

## Научная деятельность
В 1957 году защитил магистерскую диссертацию «Вилис Лацис как советский писатель» (англ. Vilis Lācis as Soviet writer).
В 1966 году подготовил диссертацию на соискание докторской степени в Университете Индианы — «The relation between Soviet Russian and Soviet Latvian literatures 1940—1960» (Взаимосвязь советской русской и советской латышской литературы 1940—1960 годов).
Эта научная работа стала одним из наиболее серьёзных научно-исследовательских источников по латышской литературе на Западе времён «Холодной войны». Монография была удостоена премии им. Кришьяниса Барона.
С 1970 по 1980 годы являлся профессором славистики и балтистики в Аризонском университете.

## Радио
Продолжительное время работал на радио «Свобода — Свободная Европа». С 1990 по 1993 год — корреспондент на радио, одновременно управляющий редакцией на латышском языке. Открыл бюро радиостанции в Риге, первое подобное бюро в СССР.
Подготовил обзор «Международное радиовещание на латышском языке второй половины 20-го века» (опубликован в «Jaunā Gaita» в 2003 году).

## Награды и звания
Кавалер Ордена Трёх звёзд 4 степени (1999). В 2015 году был удостоен награды  Всемирного союза свободных латышей.